# Synagogenbezirk Niederzissen
Der Synagogenbezirk Niederzissen mit Sitz in Niederzissen, heute eine Ortsgemeinde im Landkreis Ahrweiler im nördlichen Rheinland-Pfalz, wurde nach dem Preußischen Judengesetz von 1847 geschaffen. 
Zum Synagogenbezirk in Niederzissen gehörten um 1860 auch die jüdischen Familien aus den Dörfern Burgbrohl, Glees und Niederweiler. Wenige Jahre später kamen noch die Familien aus Wehr und Kempenich hinzu.